# Rete tranviaria di Lisbona
La rete tranviaria di Lisbona, gestita dalla Carris, impresa di trasporti pubblici di Lisbona, è costituita da sei linee e copre un tracciato di 31 km (con scartamento ferroviario di 900 mm). Impiega 138 conducenti (includendo conducenti di tram, funicolari e ascensori) e una flotta di 63 veicoli (45 veicoli storici restaurati, 10 articolati e 8 veicoli storici leggeri). Il deposito dei veicoli è situato presso la stazione di Santo Amaro, in Rua 1º de Maio, nella freguesia di Alcântara. Nella stazione di Santo Amaro è inoltre ospitato il Museu da Companhia Carris de Ferro de Lisboa, spazio espositivo sulla storia dei trasporti pubblici a Lisbona e sull'archeologia industriale. 
Al massimo della sua estensione, sul finire degli anni Cinquanta, la rete di tram della Carris operava su una rete di 76 km  e disponeva di una flotta di 405 veicoli motorizzati, cui si aggiungevano altri 100 veicoli non motorizzati (gran parte dei quali assemblati nelle officine della compagnia).